# (61351) 2000 PS9
2000 بي أس 9 (ويعرف أيضًا باسم (61351) 2000 بي أس 9 وفق تسمية الكوكب الصغير) (بالإنجليزية: 2000 PS9)‏ هو كويكب ضمن حزام الكويكبات؛ وترتيبه 61351 من حيث الاكتشاف.
اكتُشف هذا الجُرم الفلكي بواسطة Jaume Nomen ‏ في 9 أغسطس 2000.

## وصلات خارجية
- (61351) 2000 PS9 في قاعدة بيانات مختبر الدفع النفاث لأجرام النظام الشمسي الصغيرة

- الاكتشاف · مخطط المدار ·  العناصر المدارية · المعلمات المادية

- (61351) 2000 PS9 على موقع ويكي سكاي: DSS2, SDSS, GALEX, IRAS, Hydrogen α, X-Ray, Astrophoto, Sky Map, Articles and images